# Pavlovskeola campylaspoides
Pavlovskeola campylaspoides is een zeekommasoort uit de familie van de Nannastacidae. De wetenschappelijke naam van de soort is voor het eerst geldig gepubliceerd in 1955 door Lomakina.